# Rajitha Kunja
Rajitha Kunja (Hindi राजिता कुंजा; * 1. Januar 2003) ist eine indische Sprinterin, die sich auf den 400-Meter-Lauf spezialisiert hat. 2025 wurde sie mit der indischen Frauenstaffel über 4-mal 400 Meter Asienmeisterin.

## Sportliche Laufbahn
Erste internationale Erfahrungen sammelte Rajitha Kunja im Jahr 2021, als sie bei den U20-Weltmeisterschaften in Nairobi mit der indischen 4-mal-400-Meter-Staffel in 3:40,45 min den vierten Platz belegte. Im Jahr darauf belegte sie bei den U20-Weltmeisterschaften in Cali in 3:36,72 min den achten Platz mit der Staffel und bei den Asienmeisterschaften 2025 in Gumi siegte sie in 3:34,18 min gemeinsam mit Jisna Mathew, Rupal Chaudhary und Subha Venkatesan.
2024 wurde Kunja indische Meisterin in der 4-mal-400-Meter-Staffel.

## Persönliche Bestleistungen
- 400 Meter: 53,71 s, 27. Juni 2024 in Panchkula